# Декабрьские погромы
Декабрьские массовые убийства (кор. 월 대량 살인 12월) являлись серией политических казней, осуществленных правительством Южной Кореи после повторного захвата Пхеньяна коммунистами во время Корейской войны. Убийства произошли в Южной Корее, в основном в Сеуле и его окрестностях. Считается, что правительство Южной Кореи казнило тысячи людей, однако точных оценок нет. Режим Ли Сын Мана подвергся критике со стороны международного сообщества, и казни нанесли ущерб его репутации.

## Предыстория
К октябрю 1950 года силам Организации Объединённых Наций и Республики Корея (РК) удалось почти уничтожить всю северокорейскую армию. Китайская Народная Республика предупредила войска ООН, что если они приблизятся к реке Ялу, то китайцы будут вынуждены вмешаться. В конце октября китайские войска переправились через реку Ялу и вступили в бой с силами ООН недалеко от китайско-корейской границы. Ряд побед китайцев заставили силы Организации Объединённых Наций и Республики Корея отступить на юг. К началу декабря стало ясно, что силы ООН не смогут защитить Пхеньян, и вскоре город был захвачен коммунистами.

## Массовые убийства
Режим Ли Сын Мана жестоко отреагировал на захват Пхеньяна коммунистами. После падения города южнокорейцы жестоко расправились с предполагаемыми коммунистами. В октябре The London Times сообщила, что около 300 мужчин и женщин были задержаны и избиты прикладами автоматов и бамбуковыми палками. Проводились пытки различными методами, расстрелы в общественных местах. В пятницу, 15 декабря 1950 года, британские и американские войска стали свидетелями казни более 800 политических заключенных на окраинах Сеула. Сообщалось, что грузовики с заключенными, в том числе женщинами и детьми, выгружались, а людей в них казнили в траншеях, где их и должны были похоронить.
Стрельба велась пятью стрелками, расстрелы начинались в 7:30 и заканчивались в 8:10. По свидетельству очевидца, мальчик около 8 лет, стоя на коленях в окопе и плачущий, повернулся к одному из охранников, прежде чем его застрелили.
Жертвами в большинстве были предполагаемые коммунисты, реже — убийцы, саботажники. Хотя убийства были хорошо задокументированы силами ООН, правительство Южной Кореи продолжает отрицать обвинения в том, что имели место какие-либо правонарушения.

## Реакция
Международное сообщество с возмущением отреагировало на новости о массовых казнях в Южной Корее. Во всем мире были призывы к режиму Ли немедленно прекратить казни. Большинство сообщений свидетельствует о том, что силы ООН негативно отреагировали на массовые казни. Один британский солдат сообщил, что солдаты Республики Корея казнили заключенных всего в 150 футах от их лагеря; он был вынужден уйти, когда во время завтрака начали казнить детей. Командиры ООН были особенно обеспокоены тем, что их связь с режимом подорвет их миссию в Корее, но мало что сделали для расследования убийств. В ответ Ли пообещал положить конец массовым казням и смягчить смертные приговоры для заключенных. Хоть он и заверил руководство ООН в том, что убийства прекратятся и что будут проведены расследования справедливости наказания казенных, а виновные будут привлечены к суду, массовые казни продолжались и дальше.

## Последствия
Хотя массовые казни и аресты были обычным явлением на протяжении всей Корейской войны, декабрьские погромы усилили международное давление и критику режима Ли.
Сообщения о массовых казнях продолжали подрывать легитимность правительства Южной Кореи и, в свою очередь, подрывать доверие к вмешательству Организации Объединённых Наций в корейском конфликте.
После декабрьской резни массовые казни в целом сократились, но режим Ли ещё больше укрепил свою грязную репутацию. Резня облегчила Северной Корее политическую пропаганду, которая долгие годы использовала резню для осуждения режима в Южной Корее.